# HD 192310
HD 192310 är en ensam stjärna belägen i den södra delen av stjärnbilden Stenbocken. Den har en skenbar magnitud av ca 5,73 och är svagt synlig för blotta ögat där ljusföroreningar ej förekommer. Baserat på parallaxmätning inom Hipparcosuppdraget på ca 113,6 mas, beräknas den befinna sig på ett avstånd på ca 29 ljusår (ca 8,8 parsek) från solen. Den rör sig närmare solen med en heliocentrisk radialhastighet på ca -54 km/s. Stjärnan följer en omloppsbana genom Vintergatan som har en excentricitet på 0,18 med ett genomsnittligt galaktocentriskt avstånd på 8,1 kpc. Den beräknas uppnå perihelium och ligga inom ett avstånd av 20,18 ljusår från solen om ca 82 200 år.

## Egenskaper
HD 192310 är en solliknande gul till orange stjärna i huvudserien av spektralklass K2+ V, som har en andel av element tyngre än väte och helium, känd som metallicitet, som liknar solens. Den har en massa som är ca 0,8 solmassor, en radie som är ca 0,8 solradier och har ca 0,4 gånger solens utstrålning av energi från dess fotosfär vid en effektiv temperatur av ca 5 100 K.
"HD 192310" misstänks vara en variabel stjärna, men detta är för närvarande (2020) obekräftat.

## Planetssystem
Vid stjärnan har en Neptunmassplanet, "HD 192310 b", upptäckts 2010. En andra exoplanet "c" upptäcktes 2011 av HARPS GTO-programmet, tillsammans med HD 85512 b och planeterna vid 82 G. Eridani. Osäkerheten kring massan hos den andra planeten är mycket större än den första på grund av bristen på täckning runt hela banan. Båda planeterna kan ha samma sammansättning som Neptunus. De kretsar längs den inre respektive yttre kanten av den beboeliga zonen för stjärnan. 
| Planet | Massa          | Halv storaxel (AE) | Siderisk omloppstid (d) | Excentricitet | Inklination | Radie |
| ------ | -------------- | ------------------ | ----------------------- | ------------- | ----------- | ----- |
| b      | ≥16,9 ± 0,9 M⊕ | 0,32 ± 0,005       | 74,2 ±                  | 0,13 ± 0,04   | -           | -     |
| c      | ≥24 ± 5 M⊕     | 1,18 ± 0,025       | 525,8 ± 9,2             | 0,32 ± 0,11   | -           | -     |